# Koreai nyelvtan
A koreai nyelv agglutináló nyelv, nyelvtana lényegesen különbözik az európai nyelvek többségétől, de mutat hasonlóságokat például a törökkel, illetve a japánnal. A koreai nyelvben nincs névelő, elöljárószó, sem személyragozás, és nem ismeri a nyelvtani nemeket. Szórendje SOV (alany–tárgy–ige), és viszonylag kötött. Nagy hangsúlyt kap a tiszteletiség, amely különféle toldalékokkal fejezi ki a beszélő és a hallgató közötti társadalmi viszonyt.

## Ábécé és hangtan
A koreai ábécé, a hangul úgynevezett gyökökből (betűkből) illetve digráfokból áll, melyek koreai elnevezése csamo (jamo) (자모). A 24 gyök (betű) 27 digráfot alkothat. A 24 gyökből 14 mássalhangzót (자음, csaum (jaum)) és tíz magánhangzót (모음, moum) jelöl. Öt mássalhangzó megkettőződik, ezzel jelölve az erőteljesebb, „kemény” ejtést. A tíz magánhangzó segítségével 11 további kettőshangzó alkotható.

A hangul szó koreai betűkkel

| Mássalhangzók | Mássalhangzók | Mássalhangzók | Mássalhangzók | Mássalhangzók | Mássalhangzók | Mássalhangzók | Mássalhangzók | Mássalhangzók | Mássalhangzók | Mássalhangzók | Mássalhangzók | Mássalhangzók | Mássalhangzók |
| ------------- | ------------- | ------------- | ------------- | ------------- | ------------- | ------------- | ------------- | ------------- | ------------- | ------------- | ------------- | ------------- | ------------- |
| ㄱ            | ㄴ            | ㄷ            | ㄹ            | ㅁ            | ㅂ            | ㅅ            | ㅇ            | ㅈ            | ㅊ            | ㅋ            | ㅌ            | ㅍ            | ㅎ            |
| g/k           | n             | d/t           | r/l           | m             | b/p           | sz            | - / ng        | cs/dzs        | csh           | kh            | th            | ph            | h             |
| ㄲ            |               | ㄸ            |               |               | ㅃ            | ㅆ            |               | ㅉ            |               |               |               |               |               |
| kk            |               | tt            |               |               | pp            | ssz           |               | ccs           |               |               |               |               |               |

| Magánhangzók | Magánhangzók | Magánhangzók | Magánhangzók | Magánhangzók | Magánhangzók | Magánhangzók | Magánhangzók | Magánhangzók | Magánhangzók | Magánhangzók | Magánhangzók |    |
| ------------ | ------------ | ------------ | ------------ | ------------ | ------------ | ------------ | ------------ | ------------ | ------------ | ------------ | ------------ | -- |
|              | Alap         | Alap         | Alap         | Alap         | Alap         | Alap         |              | +i           | +i           | +i           | +i           | +i |
| Alap         | ㅏ           | ㅓ           | ㅗ           | ㅜ           | ㅡ           | ㅣ           |              | ㅐ           | ㅔ           | ㅚ           | ㅟ           | ㅢ |
| Alap         | a            | o            | o            | u            | u            | i            |              | e            | e            | ö            | ü            | i  |
| j+           | ㅑ           | ㅕ           | ㅛ           | ㅠ           |              |              |              | ㅒ           | ㅖ           |              |              |    |
| j+           | ja           | jo           | jo           | ju           |              |              |              | je           | je           |              |              |    |
| v+           | ㅘ           | ㅝ           |              |              |              |              |              | ㅙ           | ㅞ           |              |              |    |
| v+           | va           | vo           |              |              |              |              |              | ve           | ve           |              |              |    |

## Főnév
A koreai főnevek nem használnak névelőket, a számot, a személyt és a nemet sem fejezik ki, bár a többes számnak van toldaléka. Egyes főneveknek tiszteleti megfelelője van, melyet bizonyos szituációkban használnak.
Névelők hiánya
A névelők hiánya miatt a főnév határozott vagy határozatlan jellegét más nyelvtani elemek segítségével oldják meg, ilyenek a mutató névmások vagy az egyes szám. Ha semmi nem áll a főnév előtt, akkor a szövegkörnyezettől, a beszélgetés előzményeitől függ, hogy határozott vagy határozatlan jelentést kap-e.
- 지용이 그 여자를 만났어요. Csijongi ku jodzsarul mannasszojo (Jiyongi geu yeojareul mannasseoyo) → Csijong (Jiyong) azzal a nővel találkozott.
- 지용이 한 여자를 만났어요 Csijongi han jodzsarul mannasszojo (Jiyongi han yeojareul mannasseoyo) → Csijong (Jiyong) egy nővel találkozott.
- 지용이 여자를 만났어요 Csijongi jodzsarul mannasszojo (Jiyongi yeojareul mannasseoyo) → Csijong (Jiyong) a / egy nővel találkozott.

Többes szám
A koreai nyelvben a főnevek többes száma nem mindig egyértelmű a főnév alakjából, legtöbbször a szövegkörnyezetből lehet következtetni rá.
- 책을 받았어요. Cshegul padasszojo (Chaegeul badasseoyo) → Megkaptam a könyvet/könyveket.

Amennyiben muszáj a többes számot kifejezni, azt a -들 (-tul (dul)) toldalékkal fejezik ki.
- 책들을 받았어요. Cshekturul padasszojo (Chaekdeureul badasseoyo) → Megkaptam a könyveket.

Nyelvtani nem
A koreai nyelv nem jelöli a nyelvtani nemet, egyes szavak esetében a férfit és a nőt a 남자 / 여자 namdzsa / jodzsa (namja / yeoja) szavakkal, illetve ezek rövidített változatával különböztetik meg, például:
- 여자 경찰관 jodzsa kjongcshalgvan (yeoja gyeongchalgwan): rendőrnő
- 남자 판매원 namdzsa phanmevon (namja panmaewon): férfi eladó
- 남학생 namhakszeng (namhaksaeng): diákfiú
- 여학생 johakszeng (yeohaksaeng): diáklány

## Névmás

### Személyes névmások
A személyes névmások a koreai nyelvben valamivel bonyolultabb rendszert alkotnak, mint az európai nyelvekben, köszönhetően részben a tiszteleti rendszernek, részben pedig a névmások gyakori elhagyásának. Az alapvető névmások a következők:
|                            | Egyes szám    | Többes szám                                        |
| -------------------------- | ------------- | -------------------------------------------------- |
| Első személy, bizalmas     | 나 (na)       | 우리 (uri) 우리들 (uridul (urideul)                |
| Második személy, bizalmas  | 너 (no (neo)  | 너희 (nohi (neohui) 너희들 (nohidul (neohuideul)   |
| Harmadik személy, bizalmas | 그 (ku (geu)  | 그들 (kudul (geudeul)                              |
| Első személy, tiszteleti   | 저 (cso (jeo) | 저희 (csohi (jeohui) 저희들 (csohidul (jeohuideul) |

A magyar te/ti, illetve ön/önök névmásoknak nincs pontos koreai megfelelője, az alkalmazott kifejezés erősen függ attól, ki a beszélő, kihez szól vagy kiről beszél, milyen társadalmi kapcsolat van a beszélő és a hallgató között. A második személyű személyes névmásokat emiatt gyakorta el is hagyják, szokásos helyette a megszólított személy nevét és beosztását használni („Kim doktor úr”, „tanárnő”, „igazgató úr”). A legáltalánosabban használt megszólítás egykorúak között a -ssi (-씨) végződés, melyet teljes névhez (권지용씨 Kvon Dzsijong-ssi (Gwon Jiyong-ssi)) vagy keresztnévhez (지용씨 Dzsijong-ssi (Jiyong-ssi)) lehet kapcsolni, utóbbi esetben közvetlenebb a hangnem.
Második személyű személyes névmások
- 너 (no (neo)): bizalmas viszonyt feltételez, egykorúak egymás közt, vagy fiatalabbak felé használják, illetve gyerekek megszólításához.
- 자네 (csane (jane)): idősebbek (30 év felettiek) használják fiatalabbak felé.
- 당신 (tangsin (dangsin): a modern koreai nyelvben leginkább házastársak használják egymás közt; egyébként durva inzultusnak számít mások felé a használata, leginkább viták során a másik megsértésére alkalmazzák, pl.: 당신이 뭔데? Tangsini mvonde (Dangsini mwonde)? („Kinek képzeled te magad?”)
- 자기 (csagi (jagi): az eredetileg visszaható névmásként használt kifejezés nem rég óta használatos személyes névmásként, főként fiatal, még nem házas párok között.
- 그쪽 (ku ccsok (geu jjok)): szó szerint azt jelenti, „az az oldal”. Hasonló korúak között alkalmazható, amennyiben nem biztos benne a beszélő, hogyan szólítsa meg az illetőt. Pl. 그쪽은요? Ku ccsogunjo (Geu jjokeunyo)? („És te/ön?”)